# AERO (album)
AERO (Anthology of Electronic Revisited Originals) è una raccolta di Jean-Michel Jarre, pubblicata nel 2004 dalla Warner Music. Si tratta di un album contenente rivisitazioni dei brani più noti di Jarre, ri-registrati in Surround 5.1.

## Il disco
L'album include un CD e un DVD: il DVD contiene audio in Dolby Digital e DTS, mentre il CD è registrato in stereo e mixato per rendere un'atmosfera più "spaziosa" del normale.
Al rilascio di AERO, Jarre ha commentato di aver sempre immaginato cosa poteva essere la sua musica registrata in surround; con l'avvento del supporto DVD, ha potuto finalmente pubblicare la sua musica nel modo in cui ha sempre desiderato. Ha inoltre affermato che questa è la prima registrazione progettata specificatamente per l'ascolto in 5.1 (questa affermazione è stata poi smentita da artisti minori che però avevano pubblicato precedentemente materiale con queste caratteristiche).
Le note del disco contengono un messaggio d'introduzione di Jarre che spiega che le foto incluse nel booklet, inviategli da molti fan di tutto il mondo, hanno fortemente ispirato la realizzazione del disco. Una versione estesa del booklet (di 48 pagine) è stata venduta esclusivamente nei negozi della catena Carrefour in Francia.
Le immagini che accompagnano la musica nel DVD mostrano gli occhi della moglie di Jarre, Anne Parillaud, mentre lei ascolta la musica per l'intera durata del disco. Gli occhi sulla copertina del disco sono invece dello stesso Jarre.

## Tracce CD
1. Aero Opening - 0:50
2. Oxygene 2 - 7:41
3. Aero - 3:09
4. Equinoxe 8 - 1:24
5. Oxygene 4 - 5:05
6. Souvenir of China - 4:46
7. Aerology - 3:40
8. Equinoxe 3 - 6:33
9. Equinoxe 4 - 6:46
10. Last Rendez-Vous - 5:08
11. Zoolookologie - 3:54
12. Aerozone - 3:56
13. Magnetic Fields 1 - 5:59
14. Chronologie 6 - 6:10
15. Rendez-Vous 4 (Versione live, featuring Safri Duo) - 7:34

## Tracce DVD
1. Aero Opening - 0:16
2. Scene 1 - 0:33
3. Oxygene 2 - 7:12
4. Scene 2 - 0:31
5. Aero - 3:09
6. Equinoxe 8 - 1:26
7. Oxygene 4 - 4:16
8. Scene 3 - 0:32
9. Souvenir of China - 4:13
10. Scene 4 - 0:50
11. Aerology - 3:02
12. Scene 5 - 0:37
13. Equinoxe 3 - 6:08
14. Scene 6 - 0:26
15. Equinoxe 4 - 5:40
16. Scene 7 - 1:06
17. Last Rendez-Vous - 4:41
18. Scene 8 - 0:27
19. Zoolookologie - 3:34
20. Scene 9 - 0:12
21. Aerozone - 4:51
22. Scene 10 - 0:16
23. Magnetic Fields 1 - 5:42
24. Scene 11 - 0:17
25. Chronologie 6 - 4:54
26. Rendez-Vous 4 (Versione live, featuring Safri Duo) - 7:35